# Доменная стенка (оптика)
Доменная стенка в оптике — термин, используемый в физике, для описания сходных явлений в оптике, магнетизме и теории струн. Эти явления могут быть описаны как топологические дефекты, которые происходят, когда дискретная симметрия спонтанно нарушена.
По состоянию на 2009 год, тёмно-темный векторный солитон наблюдался только в волоконных лазерах с положительной дисперсией, в то время как тёмно-светлый векторный солитон был получен в волоконных лазерах как с положительной, так и с отрицательной дисперсией. Численное моделирование подтвердило экспериментальные наблюдения, а в дальнейшем было показано, что наблюдаемые векторные солитоны являются ранее теоретически предсказанными. Новым типом доменных стенок солитона является доменная стенка тёмного векторного солитона, состоящая из стабильных локализованных структур, разделяющих два ортогональных линейно поляризованных источника лазерного излучения, с тёмной структурой, которая обнаружима только тогда, когда измеряется общее излучение лазера.